# Brokeback Mountain (cuento)
Brokeback Mountain es un cuento de la autora estadounidense Annie Proulx, publicado originalmente por el semanario The New Yorker el 13 de octubre de 1997. Recibió en 1998 el Premio O. Henry como Mejor historia corta del año. La historia fue adaptada al cine en la película Brokeback Mountain, dirigida por Ang Lee y estrenada en 2005.

## Sinopsis
En 1963, dos jóvenes vaqueros, Ennis del Mar y Jack Twist, son contratados un verano para cuidar el ganado en Brokeback Mountain, Wyoming. Inesperadamente, se forma entre los dos un lazo sentimental y sexual, aunque al finalizar el verano tendrán que tomar caminos separados. Durante los siguientes veinte años, ambos han formado una familia, se han casado y tienen hijos, pero continúan reuniéndose, aunque por pocos días cada mes, en diferentes lugares apartados de la gente, aunque nunca regresarían al lugar donde se inició su romance, Brokeback Mountain.

## Adaptación al cine
El relato original de Annie Proulx causó un fuerte impacto en los círculos literarios y cinematográficos en el tiempo en que fue publicado. Desde muy pronto, el relato se consideró en Hollywood como muy valioso para una versión en cine, pero también se temía como muy arriesgado financieramente, porque tocaba un tema (homosexualidad) considerado tabú. Mientras el texto se guardaba en un cajón, la temática gay fue cobrando lentamente mayor normalidad en Hollywood, de tal modo que finalmente el proyecto de la película se pudo abordar, si bien con dificultades.
La película se estrenó el 9 de diciembre de 2005, siendo dirigida por Ang Lee y contando con las actuaciones de Jake Gyllenhaal, Heath Ledger, Michelle Williams y Anne Hathaway. El guion fue escrito por Diana Ossana y Larry McMurtry. La película ganó tres premios Óscar de un total de ocho nominaciones.

## Premios
- 1998 - Premio O. Henry (Mejor historia corta del año)